# Galèria Valèria
Galèria Valèria (en llatí Galeria Valeria) va ser la filla de l'emperador Dioclecià i de Prisca.
L'any 292 es va casar amb Galeri un dels cèsars recentment nomenats després de l'establiment de la Tetrarquia. Galèria i Galeri no van tenir fills, però van adoptar un fill il·legítim de Galeri de nom Candidià. A la mort del seu marit l'any 311, Valèria va rebutjar la proposat de matrimoni del seu successor Maximí Daia, enamorat de la seva persona i la seva riquesa. Maximí va fer la proposta sense ni tan sols respectar el temps mínim de dol.
Després de refusar Maximí, va quedar exposada al seu furor. L'emperador li va confiscar les seves possessions i la va desterrar junt amb la seva mare Prisca al desert de Síria. Mort Maximí van tornar clandestinament l'any 314, però el nou emperador Licini no els va reconèixer cap honor i després de la mort de Candidià i Severià, van haver de fugir, passant d'una província a un altre durant mesos, vestides humilment, fins que van ser descobertes a Tessalònica (probablement el 315) on van ser decapitades i els seus cossos llençats al mar.